# Carlos Rômulo Gonçalves e Silva
Carlos Rômulo Gonçalves e Silva (ur. 24 stycznia 1969 w Piratini) – brazylijski duchowny katolicki, biskup Montenegro od 2017.

## Życiorys
8 grudnia 1994 otrzymał święcenia kapłańskie i został inkardynowany do diecezji Pelotas. Pracował przede wszystkim w diecezjalnym seminarium, a w latach 2011–2016 był jego rektorem. Koordynował także m.in. duszpasterstwa powołań i formację kapłańską, a od 2016 pełnił funkcję wikariusza generalnego.
22 marca 2017 papież Franciszek mianował go biskupem koadiutorem diecezji Montenegro. Sakry udzielił mu 4 czerwca 2017 metropolita Pelotas - arcybiskup Jacinto Bergmann. Rządy w diecezji objął 18 października 2017, po przejściu na emeryturę poprzednika.